# Steinhuset på Granavollen

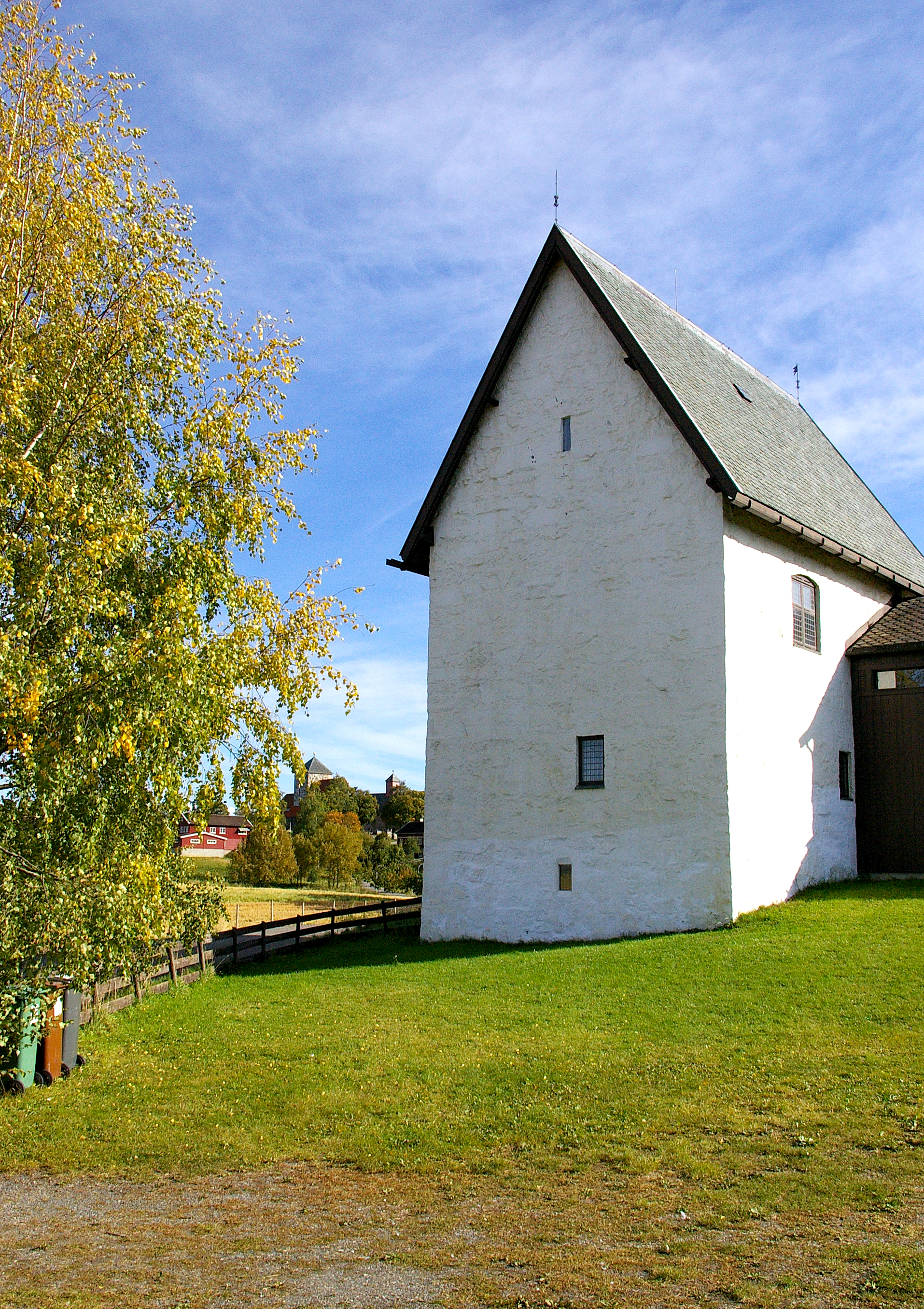
Steinhuset från norr. I bakgrunden skymtar Systerkyrkorna.

Steinhuset på Granavollen är en stenbyggnad belägen i det norska landskapet Hadeland, cirka sju mil norr om Oslo i Grans kommun. Steinhuset är  Norges äldsta stenbyggnad som fortfarande är i bruk. Byggnaden ligger 300 meter väster om de två medeltida "Systerkyrkorna" på Granavollen. Systerkyrkorna, som består av kyrkorna S:t Nicolai och S:ta Maria, uppfördes på 1100-talet. Platsen ligger i direkt anslutning till en medeltida huvudväg norrut mot Nidaros. Steinhuset uppfördes runt 1210, troligtvis som ett resultat av ett mäktigt kanikersamfund vid Hamar domkyrka. Idag fungerar Steinhuset som en kulturell mötesplats för Hadeland.
Steinhuset är i skriftligt material känt sedan 1600-talet. Det ingick som en del av den stora prästgården i Gran. Huset var i kraftigt förfall runt 1900 men genomgick en restaurering och räddades på detta sätt till eftervärlden. Runt 1970 behövdes en förnyad renovering och restaurering. Vid denna tid var också bevarandet av huset ifrågasatt. Stiftelsen Steinhusets vänner bildades emellertid och lyckades driva igenom en restaurering åren 1972 och 1973. Vid den omfattande byggnadsarkeologiska undersökningen, ledd av den svenska arkeologen Sven Rosborn, framkom helt nya fakta kring den ursprungliga byggnaden och en relativ datering av byggnaden fastställdes. Denna ledde senare fram till en absolut datering av tidpunkten för husets uppförande.

## Beskrivning av huset

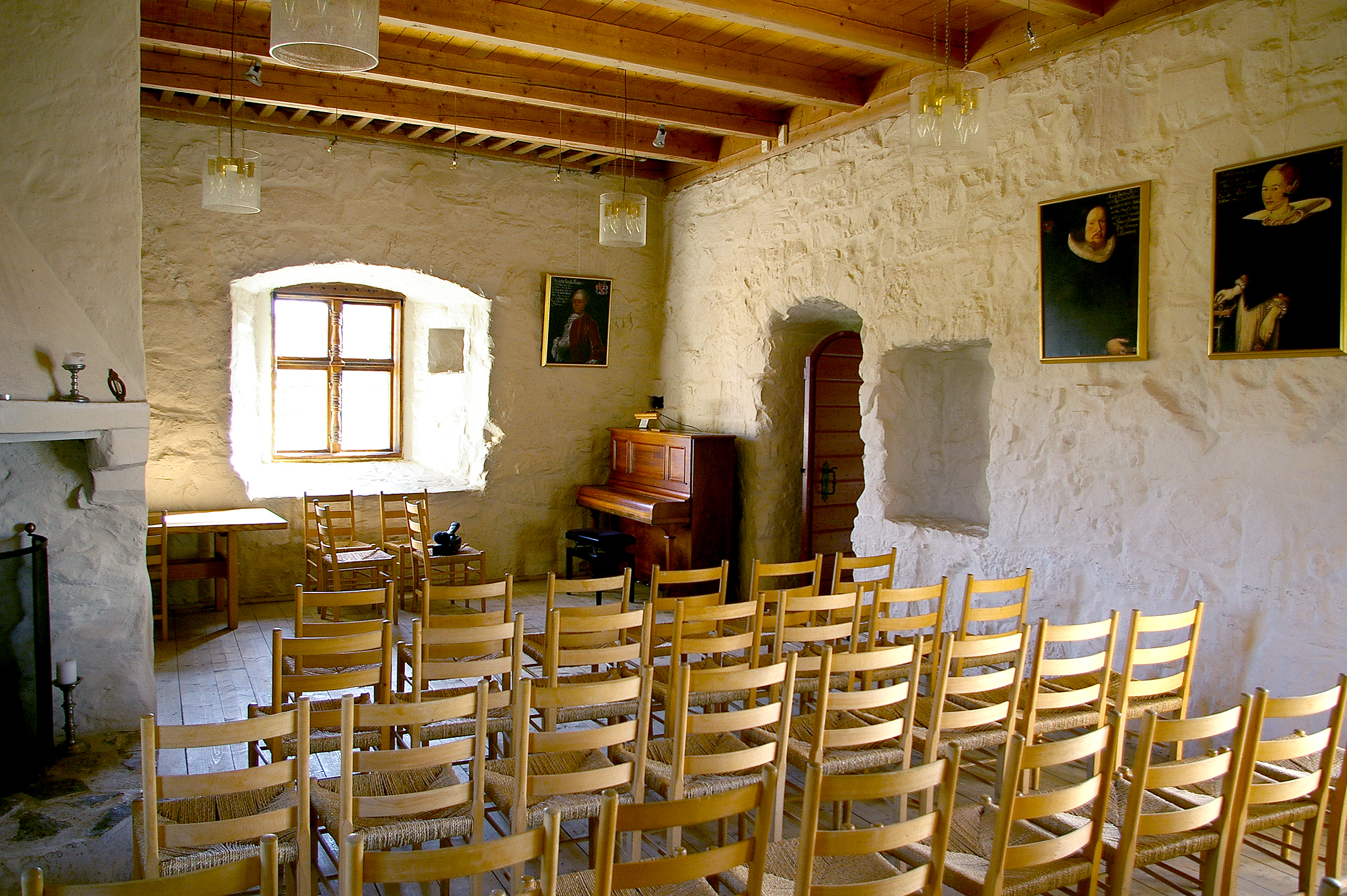
Salen på övervåningen.

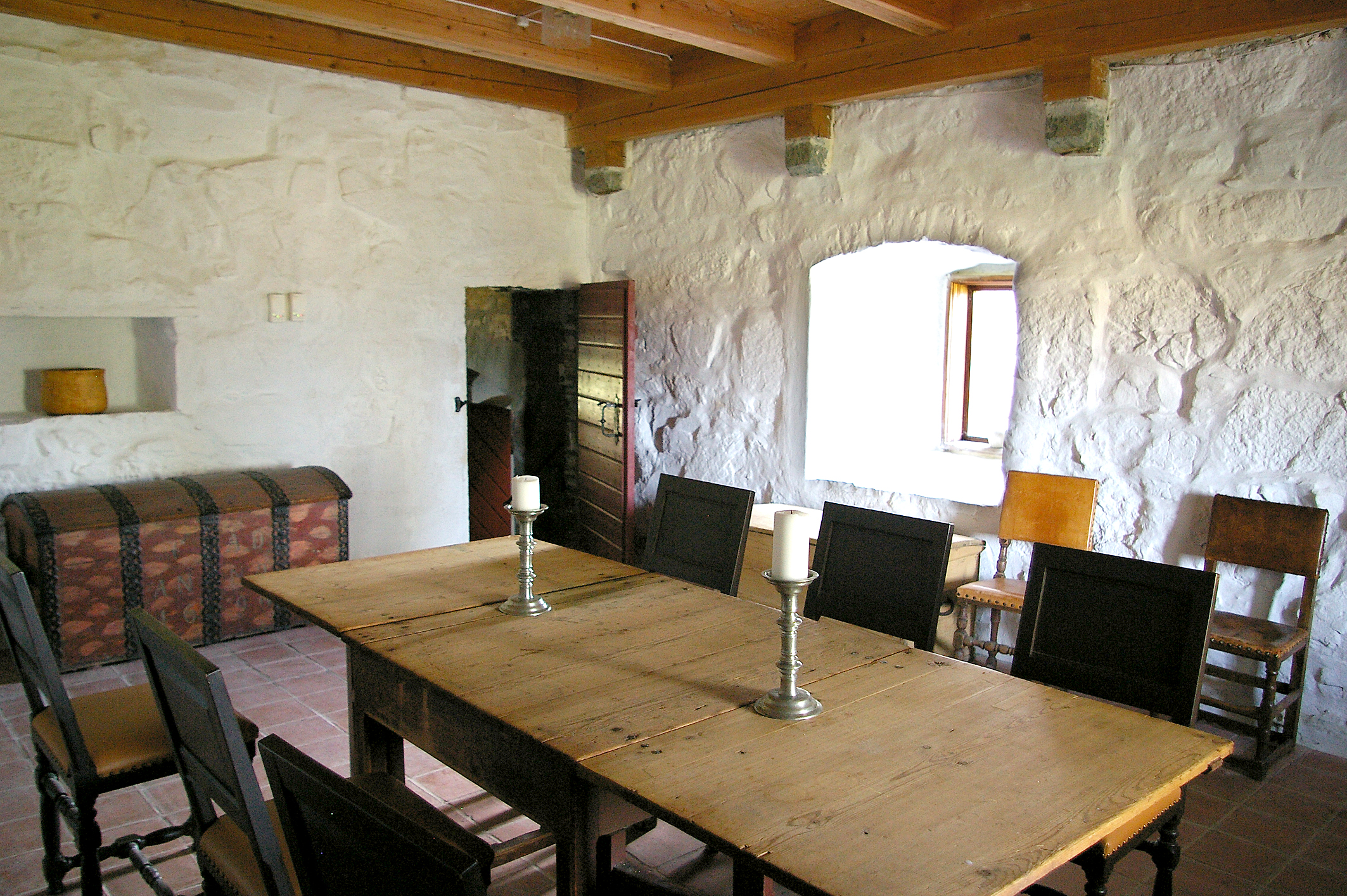
Bottenvåningsrummet.

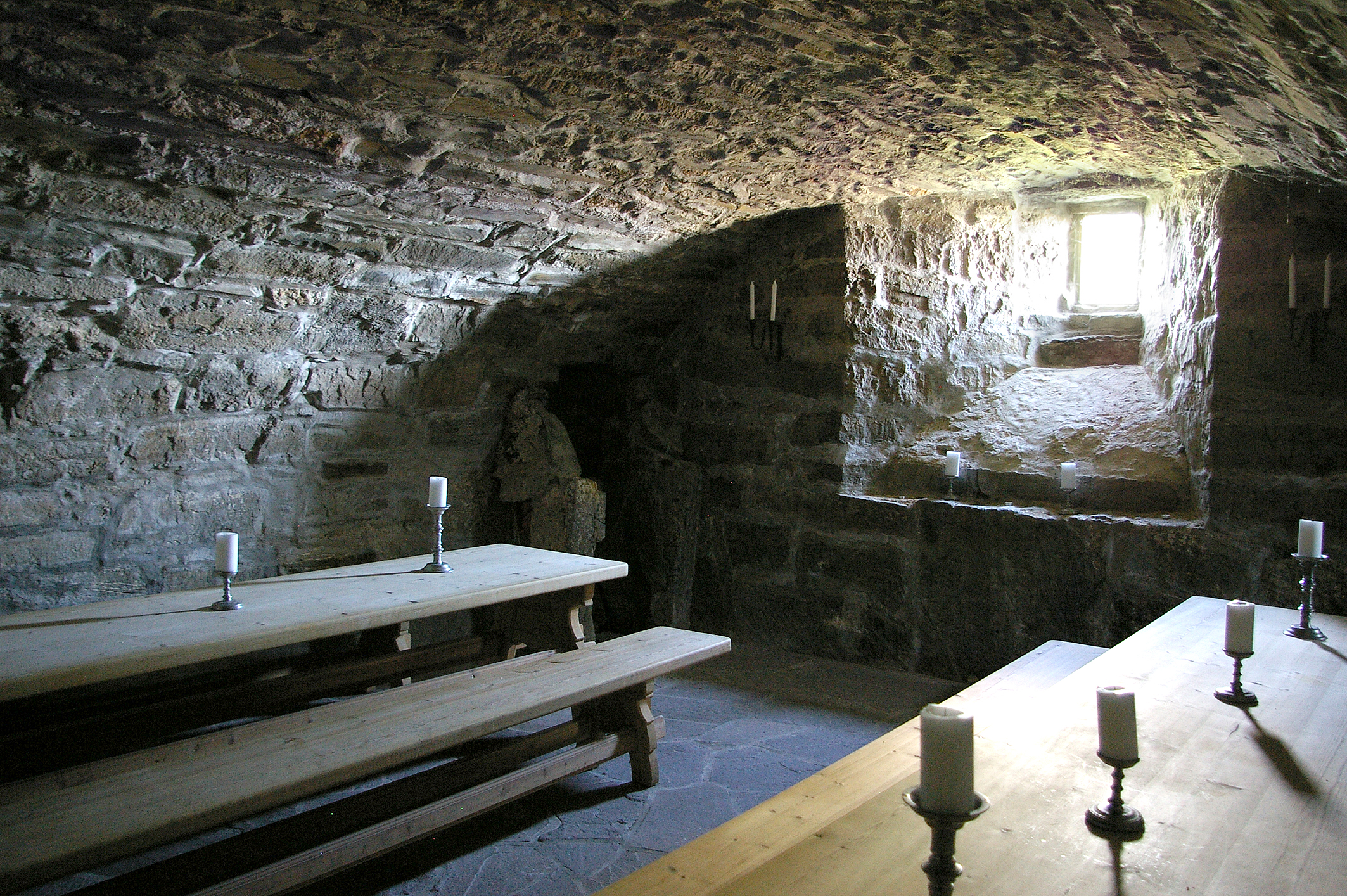
Källarrummet.

Steinhuset består av två våningar samt en källare som blivit uthuggen ur fjället. Byggnaden är 8 x 12 meter och helt uppförd i sten.

### Övervåning
Byggnadens övervåning utgörs av en enda stor sal. Tillkomsten har skett genom en utanpåliggande trätrappa med träbalustrad. Salen har ursprungligen haft två stora fönsteröppningar, varav en varit utrustad med inbyggda sittbänkar av sten. Det tredje fönstret, som i dag finns åt öster, har ursprungligen varit en eldstad. I öster finns också en toalett inbyggd i muren, en så kallad privet. Denna är en av Skandinaviens äldsta intakta bevarade toaletter i sitt slag. Två stora väggnischer finns i salen. I dessa har det en gång funnits insatta träskåp med trädörrar. Salen har täckts av två stora kryssvalv vilket framgår av märken i alla fyra ytterväggarna.

### Bottenvåning
Byggnadens bottenvåning utgörs av ett brett trapprum med stentrappa ner till källaren samt ett större rum. I trapprummet, ovanför själva trappan, har det troligtvis varit inrättat en mindre kammare. Bottenvåningens fönster är, till skillnad från övervåningens, mycket små. I det stora rummet har inte funnit någon eldstad. Ett trätak bildar bottenvåningens tak mot övervåningen.

### Källare
Källaren utgörs av trapprummet samt ett större källarrum. Källarrummet täcks av ett tunnvalv av sten. Tre mindre fönsteröppningar finns i rummets norra del. En av dessa har gjorts om till rökhål för eldstaden som troligtvis placerades här under 15-1600-talen. Vid utgrävning av golvet klargjordes det att det ursprungliga golvmaterialet varit av trä. Under utgrävningen fann man även en förklaring till en gammal legend om en hemlig gång mellan Steinhuset och de närbelägna Systerkyrkorna. En öppning med ett valv påträffades nämligen under golvnivån i gavelmuren. Denna visade sig vara en ursprunglig muröppning för dränering av källaren.
Vid den byggnadsarkeologiska undersökningen kunde också konstateras att huset drabbats av en förödande brand. En främre gräns för denna kunde genom en bevarad fönsterkarm i trä sättas till sent 1500-tal. Eventuellt kan branden ha skett då svenskarna under Nordiska sjuårskriget härjade runt omkring i Hamar biskopsstift. Bland annat brändes Hamars domkyrka och det stora arkiv som fanns där.

## Steinhusets datering
Steinhuset har uppförts runt år 1210. Under den byggnadsarkeologiska undersökningen och restaureringen 1972-1973 kunde en relativ kronologi fastställas. Steinhuset är nämligen uppfört av olika sorters stenmaterial som kommer från medeltida ombyggnader av de närbelägna Systerkyrkorna. Byggnadsarkeologiska studier av dessa båda kyrkor har kunnat fastställa en inbördes kronologi på fem olika faser vilka följt efter varandra. Under fas fyra har man haft tillgång till återanvänt stenmaterial från tidigare byggnadsetapper samtidigt som man uppe på Granavollen öppnat ett nytt stenbrott med en annan stensort än den som använts tidigare. I det äldre stenmaterialet finns också rundade stenblock som en gång suttit i absiderna till de två Systerkyrkorna. Liknande absidstenar finns också sekundäranvända i hela Steinhuset. I den närbelägna Tingelstad gamla kyrka finns samma återanvända byggnadsmaterial tillsammans med sten från det nyare stenbrottet. Genom dendrokronologi av bevarat virke från Tingelstad kyrka har kyrkans uppförande kunnat bestämmas till 1210-talet. Detta anger därför också en tidpunkt för uppförandet av Steinhuset.

## Steinhusets funktion
Under århundraden har ett flertal olika teorier skapats om vad Steinhuset en gång haft för funktion. Några har menat att det varit ett gästhus för pilgrimer på väg till Nidaros, några att det varit en del av ett kloster och andra att det varit prästens ståtliga gilleshus.
Medeltida stenbyggnader på landsbygden är sällsynta i Norge. Förutom Steinhuset finns eller har funnits rester efter sådana bevarade vid de gamla prästgårdarna i Ringsaker och Hof, alla tillhöriga Hamars biskopsstift. Kyrkorna på dessa platser har också utgjorts av mäktiga basilikor, uppförda av finhuggna kvadrar och med samma planlösning som Nicolaikyrkan på Granavollen. De har alla också haft så kallat centraltorn, det vill säga tornet är placerat mellan kor och långhus. Likheterna klargör att det funnits en medveten, övergripande kyrklig organisation inför uppförandet på 1100-talet som även bör ha omfattat uppförandet av stenbyggnader vid de aktuella prästgårdarna.
Att Steinhuset haft en kyrklig funktion framhävs också av upptäckten 1972 att man uppfört det av återanvända stenar från de två Systerkyrkorna. Stenbyggnaderna vid de gamla prästgårdarna bör därför kunna ses som en manifestation av ett mäktigt kanikesamfund vid Hamar domkyrka. Efter det att Nidaros blivit självständigt ärkesäte för Norge 1154 har landets olika biskopssäten växt sig allt starkare. Till varje domkyrka hörde en övre klass av mäktigt prästerskap, kanikerna. En sådan var Bård prost på Granavollen som var verksam i början av 1200-talet.

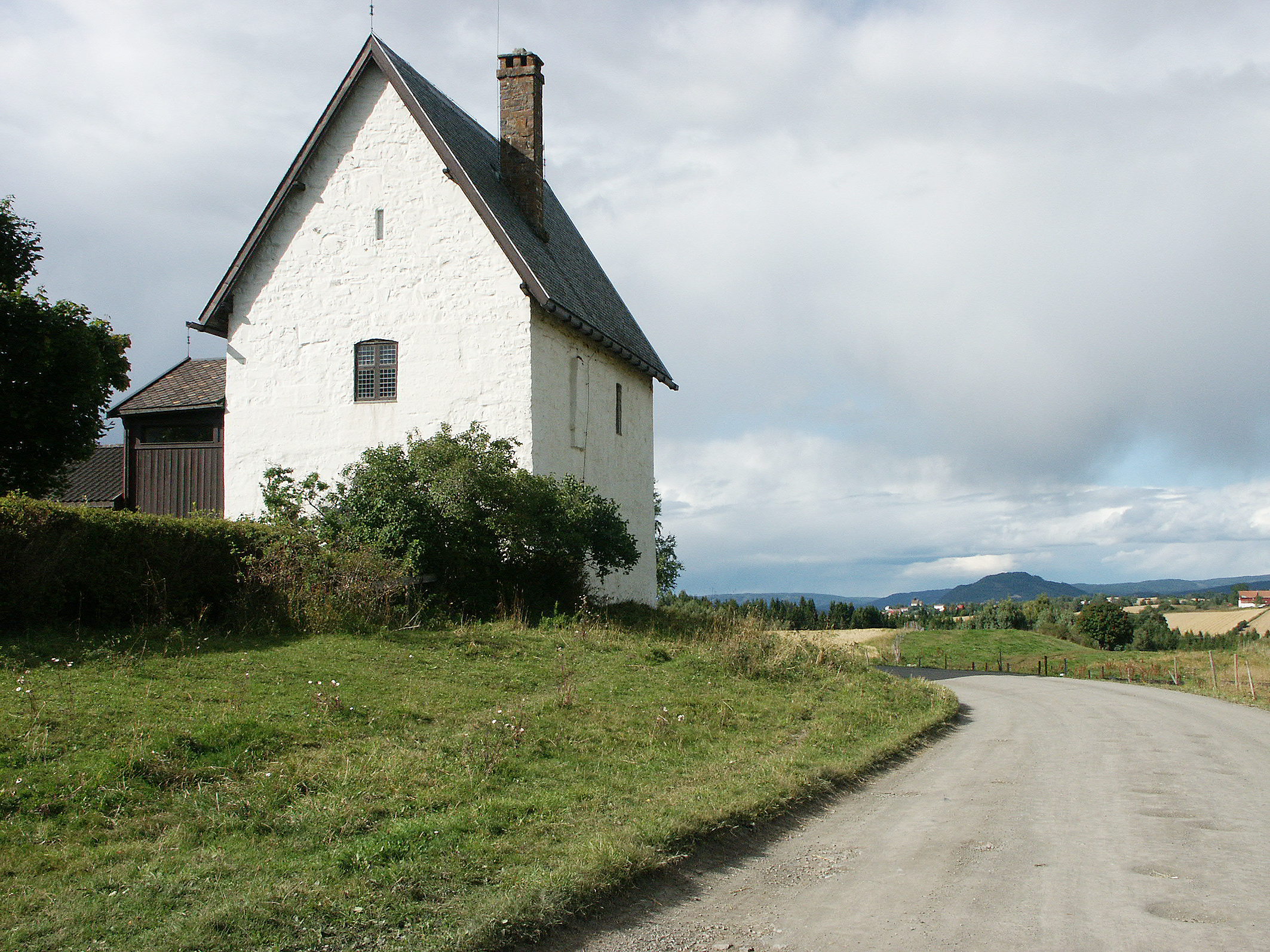
Steinhuset från sydost.
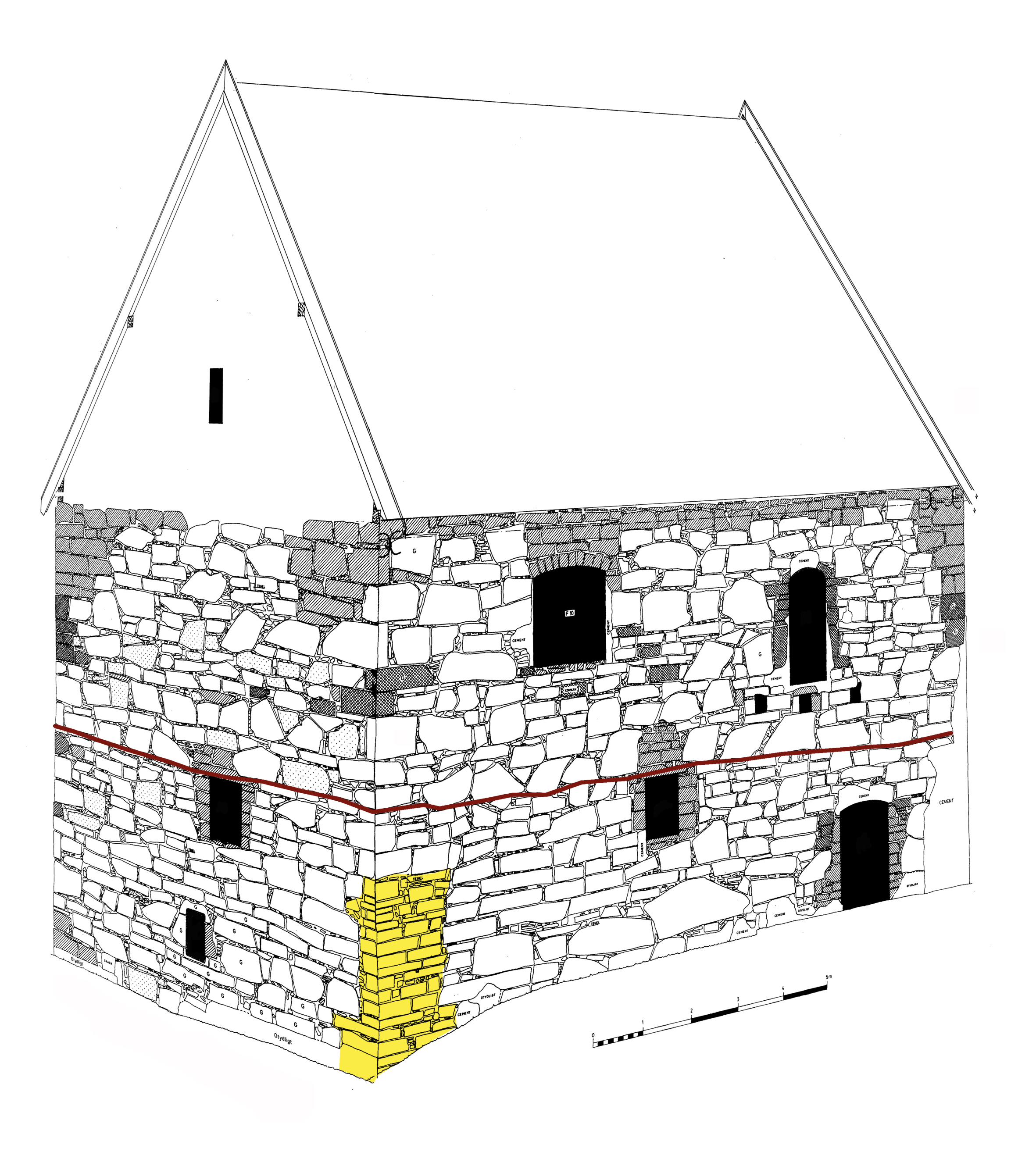
Uppmätning av norra och västra murarna.
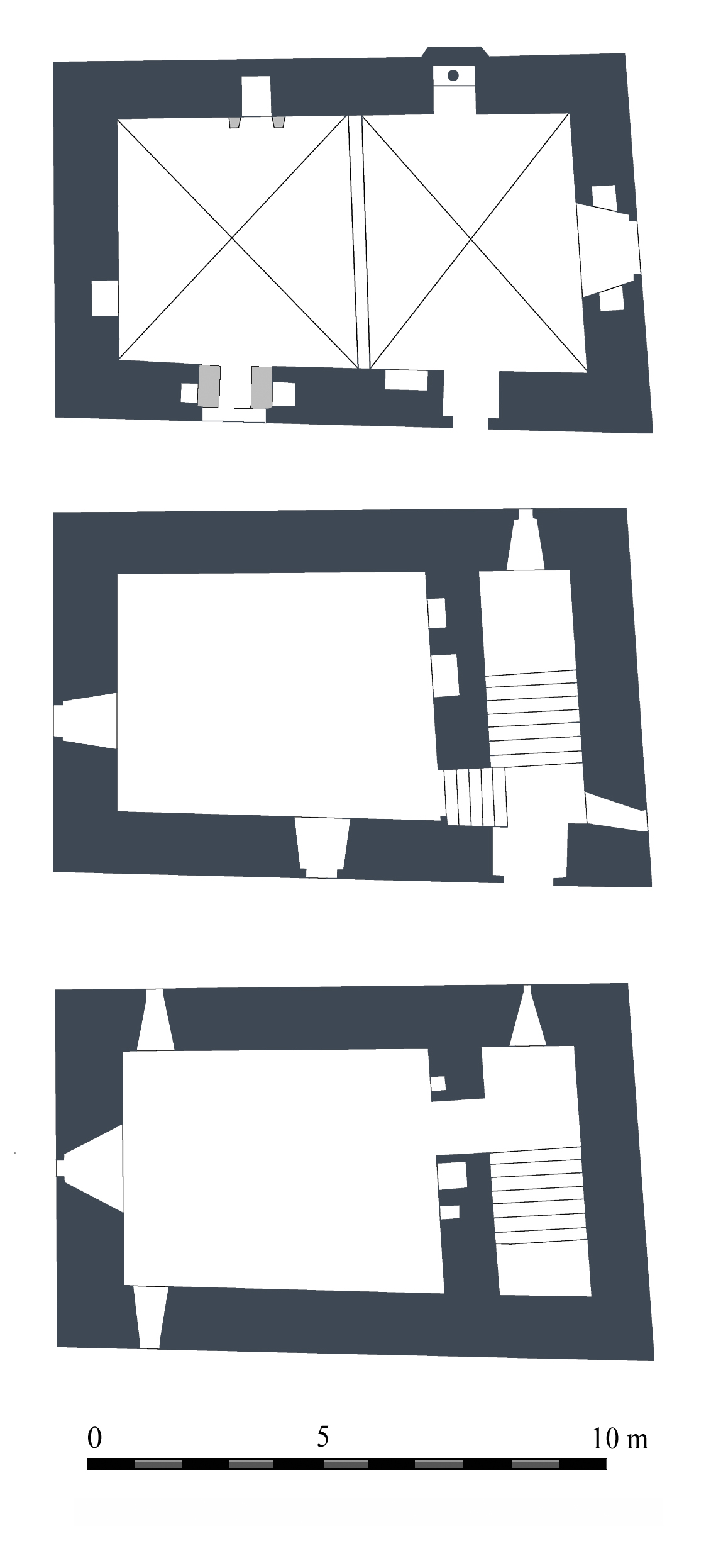
De olika våningsplanen i Steinhuset.
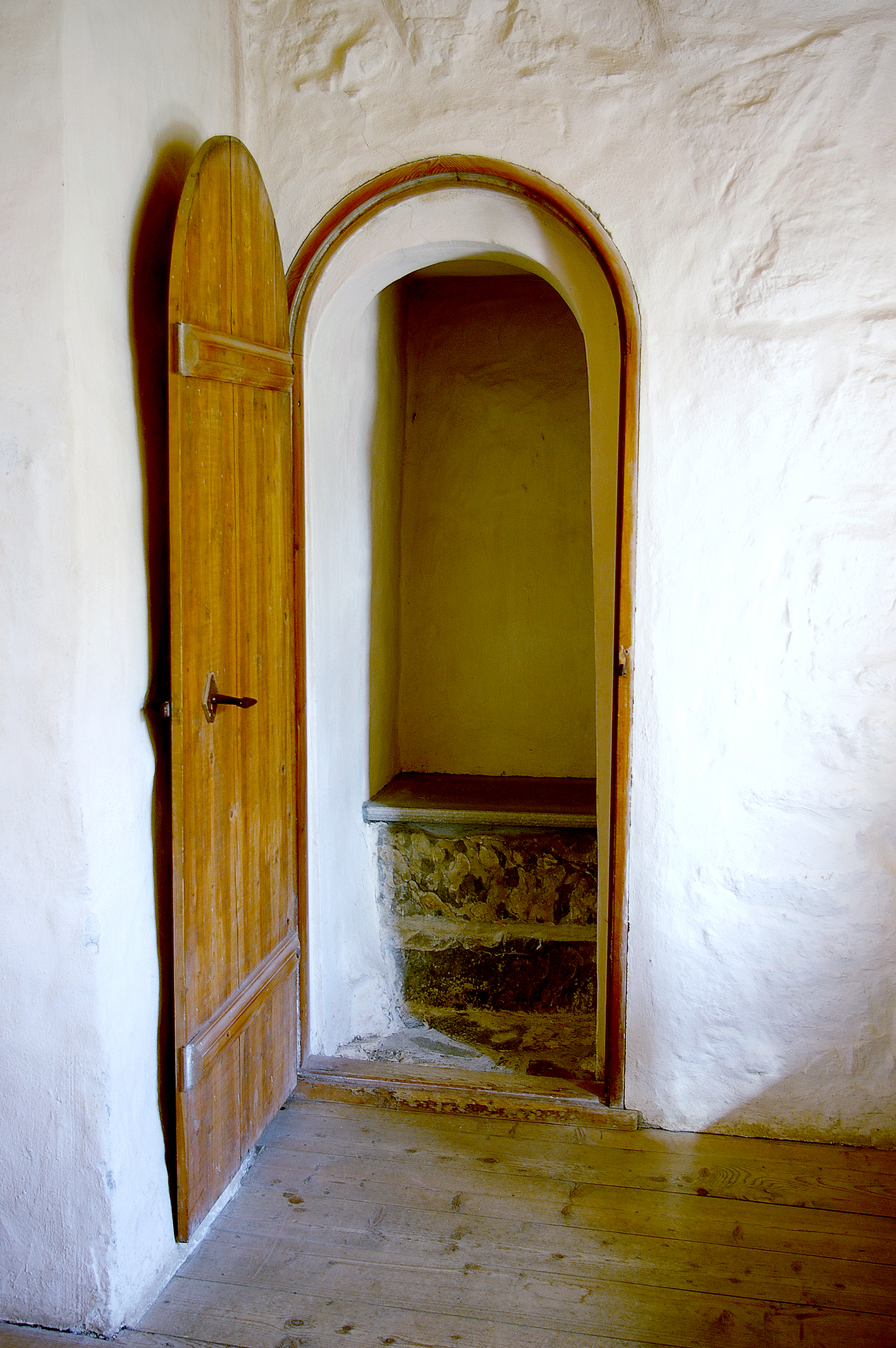
Toaletten på övervåningen.